# Connexió de Cartan

Una connexió afí a l'esfera fa rodar el pla tangent afí d'un punt a un altre. Mentre ho fa, el punt de contacte traça una corba en el pla: el desenvolupament.

En el camp matemàtic de la geometria diferencial, una connexió de Cartan és una generalització flexible de la noció d'una connexió afí. També es pot considerar com una especialització del concepte general d'una connexió principal, en la qual la geometria del paquet principal està lligada a la geometria del col·lector base mitjançant una forma de soldadura. Les connexions de Cartan descriuen la geometria de varietats modelades en espais homogenis.
La teoria de les connexions de Cartan va ser desenvolupada per Élie Cartan, com a part (i una manera de formular) del seu mètode de moviment de marcs (repère mobile). La idea principal és desenvolupar una noció adequada de les formes de connexió i de la curvatura utilitzant marcs mòbils adaptats al problema geomètric particular en qüestió. En la relativitat o la geometria riemanniana, els marcs ortonormals s'utilitzen per obtenir una descripció de la connexió Levi-Civita com una connexió Cartan. Per als grups Lie, els marcs Maurer–Cartan s'utilitzen per veure la forma Maurer–Cartan del grup com una connexió Cartan.
Cartan va reformular la geometria diferencial de la (pseudo) geometria riemanniana, així com la geometria diferencial de varietats equipades amb alguna estructura no mètrica, incloent grups de Lie i espais homogenis. El terme "connexió Cartan" es refereix amb més freqüència a la formulació de Cartan d'una connexió (pseudo-)riemanniana, afí, projectiva o conforme. Tot i que aquestes són les connexions Cartan més utilitzades, són casos especials d'un concepte més general.
L'enfocament de Cartan sembla al principi dependre de les coordenades a causa de l'elecció dels marcs que implica. Tanmateix, no ho és, i la noció es pot descriure amb precisió utilitzant el llenguatge dels paquets principals. Les connexions de Cartan indueixen derivades covariants i altres operadors diferencials en determinats paquets associats, d'aquí una noció de transport paral·lel. Tenen moltes aplicacions en geometria i física: cal veure el mètode de marcs mòbils, el formalisme de Cartan i la teoria d'Einstein-Cartan per a alguns exemples.